# Atacama-reus

Tekening van de reus

De Atacama-reus (Spaans: Gigante de Atacama) is een grote antropomorfe geoglief in de Atacamawoestijn in Chili. Ze bevindt zich op de noordoostelijke helling van de Cerro Unita, gemeente Huara. Met een lengte van ongeveer 115 meter is het de grootste prehistorische antropomorfe figuur ter wereld. Het teken vormt een uitbeelding van een godheid van de mensen die er van 1000 tot 1400 n.Chr. woonachtig waren.
Het figuur vormt een vroege astronomische kalender, om te bepalen wanneer de maan op een bepaalde plaats op zou komen. Door deze dag te weten kon de gewascyclus en het seizoen worden bepaald. De punten aan de bovenzijde en zijkant van het hoofd zouden afhankelijk van hun uitlijning op de maan aangeven welk seizoen het zou worden, hetgeen erg belangrijk was voor het bepalen van het regenseizoen in de dorre Atacama.

## Geoglyfen van Chili
De Atacama-reus is een van bijna 5.000 geogliefen - oude kunstwerken die worden getekend in het landschap - die gedurende de laatste drie decennia in de Atacama zijn ontdekt. Hoewel geogliefen altijd het onderwerp van wilde gissingen en bizarre theorieën zijn geweest, wordt het nu algemeen aangenomen dat ze het werk zijn van verschillende opeenvolgende culturen die in deze regio van Zuid-Amerika woonden, waaronder die van Tiwanaku en de Inca's.